# بلطي موزمبيقي
البلطي الموزمبيقي (بالإنجليزية: Mozambique tilapia)‏ و(باللاتينية: Oreochromis mossambicus) ، ينتمي لعائلة بلطية .
يعتقد أنه نشأ في جنوب النيل في السودان وبحيرة فيكتوريا ومن هنا جاءت هذة التسمية ( في حين أن البلطى الأبيض الجليلي) فيعتقد أنه نشأ في منطقة الجليل بفلسطين. والبلطى النيلي أكثر الأنواع انتشاراً في البلدان الاستوائية الداخلية من أفريقيا والشرق الأقصى باعتباره سمك المياه الدافئة.
وحقق نموهذا النوع نجاحاً ملحوظاً في مزارع تربية الأسماك.
وعدد حراشف الخط الجاني 31-33 حرشفة، وبشكل عام هذا النوع أقل تحملاً لبرودة الماء من البلطى الأزرق والأبيض أقصى حد نمو للسمكة هو 40-45 سم طولاً و 1800 غ وزناً . والحجم الممكن الحصول عليه بعد فصل نمو واحد (6-8) أشهر هو 22 -25 سم طولاًَ و 400-550 وزناً ينمو ذكر البلطى النيلي بسرعة أكبر من الإناث. ويحقق حجماً تسويقياً مقبولاً بفترة قصيرة من الزمن تبدأ الإناث بوضع البيض في أوائل الربيع (حوالي بداية نيسان إلى منتصفه) حيث تكون الحرارة للماء مابين 20-21م° والإناث تنضج جنسياً بوقت أبكر من البلطى الأزرق تستطيع الإناث أن تكرر عملية وضع البيض بعد 4-5 أسابيع شريطة أن تبقى درجة حرارة الماء 20م° وما فوق الظاهرة المميزة أنه أثناء فترة التبييض يصبح لون فم الإناث أحمراً كالدم. وهذا اللون يختفي مباشرة بعد وضع البيض. أما كمية البيض من أنثى واحدة فتبلغ 2000-3000 بيضة في المرة الواحدة، وقد تبيض 5000-7000 حينما يكون وزن الإناث بوزن 800 غ ومافوق.
أيضاً فإن الذكر هو الذي يبني العش في قعر الحوض بعمق 7-20 سم وقطر 30-50 سم ويتم فقس البيض داخل فم الأنثى بعد 5-6 أيام من وضع البيض.
وعندما تنتهي فترة التبويض ينهي الذكر علاقتهم بالإناث الشركاء ويهربون بعيداً وتبقى الإناث وحدها هي المسؤولة عن العناية وحماية الفراخ لمدة 7-10 أيام.